# 霍尔姆斯卡亚河
霍尔姆斯卡亚河（俄语：Река Холмская）原稱宇远泊川（日语：／），是俄羅斯萨哈林州霍尔姆斯克区河流，长7.5公里，流域面积12.7平方公里，注入鞑靼海峡。